# Мерендитис, Александрос
Александрос Мерендитис (греч.  Αλέξανδρος Μερεντίτης, Фивы 1880 — 15 июля 1964) — греческий офицер XX века, Генерал-майор,
Начальник генерального штаба греческой армии в период 1925—1928:512, министр.

## Биография
Александрос Мерендитис родился в 1880 году в Фивах. Окончил Военное училище эвэлпидов 6 июля 1902 года в звании младшего лейтенанта артиллерии.
В 1908 году принял участие в Борьбе за Македонию, на её последнем этапе, под псевдонимом Дукас. Но непосредственного участия в боях против болгар и турок не принимал. Будучи секретарём греческого консульства в Монастире, под псевдонимом Дукас был задействован в организационной и разведывательной сети.
В книге Константина Мазаракиса, в списке агентов первого ранга числится под номером 35:109
Его деятельность была раскрыта, он был арестован турецкими властями и заключён в тюрьму, но избежал расстрела.
После Младотурецкой революции был освобождён и вернулся в Греческое королевство.
Принял участие в Балканских войнах (1912—1913) в звании лейтенанта, командовал артиллерийской батареей на фронте Македонии и Эпира
Принял участие в сражении при Бизани за освобождение столицы Эпира, города Янина.
После окончания Балканских войн был назначен преподавателем Описательной географии в Военное училище эвэлпидов.
В этот период он также написал книгу под названием «Уроки Описательной географии».

В Первую мировую войну, в звании подполковника, воевал на Македонском фронте, в качестве командира артиллерии IV дивизии.
В Украинском походе греческой армии (1919) в поддержку Белого движения, совершённого по просьбе Антанты, командовал артиллерией II дивизии

В последовавшем Малоазийском походе (1919—1922) командовал артиллерией II Корпуса армии а затем I Корпуса армии.
К концу войны был переведен в штаб I Корпуса армии

После эвакуации армии из Малой Азии, и последовавшей Резни в Смирне на некоторое время по личной просьбе ушёл в резерв.
В 1925 был отозван в армию, произведен в звание генерал-майора и назначен инспектором артиллерии армии. Был послан на переподготовку во французское артиллерийское училище в городе Мец. По возвращении был назначен заместителем начальника генштаба (29 октября 1928 — 17 октября 1929). Учитывая то, что пост начальника Генштаба оставался вакантным, генерал Мерендитис являлся начальником генштаба де факто.
Будучи начальником генштаба предложил план реорганизации армии, который включал в себя уменьшения срока военной службы. План был принят и претворён в жизнь.
В 1928 году был создан Сельскохозяйственный банк Греции. Перед созданием банка, Элефтериос Венизелос, вновь возглавивший страну, счёл необходимым проконсультироваться по этому вопросу с Мерендитисом:473.
Будучи начальником генштаба, восстановил заброшенный военный лагерь в своих родных Фивах и преобразовал его в артиллерийское училище.
В 1930 году был назначен Генеральным секретарём, только что созданного Авиационного министерства и ушёл с этого поста на пенсию в 1934 году
Между тем в силу проявленной симпатии к военному движению офицеров, сторонником Венизелоса, которыми руководил Н.Пластирас, в марте 1933 года генерал Мерендитис был отправлен в отставку.
В годы тройной, германо-итало-болгарской, оккупации Греции, 60-летний Мерендитис бездействовал, в октябре 1943 года запятнал себя службой в правительстве квислинга И. Раллиса.
Несмотря на это, после освобождения страны, и в атмосфере антикоммунизма, был назначен министром-губернатором Македонии в первом правительстве адмирала П. Вулгариса (16 апреля — 11 августа 1945 года) и военным министром во втором правительстве Вулгариса (22 августа — 17 октября), военным министром и, временно, морским министром в правительстве архиепископа Дамаскина (17 октября — 1 ноября) в том же году:904.
В правительстве Фемистокла Софулиса вновь стал министром-губернатором Македонии 1945—1946:808.
В марте 1946 года, 14 министров, среди которых был и Мерендитис, не питая симпатий к коммунистам, но выражая тем самым свои возражения против развёрнутого Белого террора, подали в отставку:8104.
Однако 17 февраля 1952 года, в атмосфере Холодной войны и за день до вступления Греции в НАТО, отставной генерал Мерендитис писал в своей статье в газете «Вима»:
"Греция должна с этого момента предоставить в распоряжение союзников столько сил, сколько Верховный Союзный Штаб сочтёт необходимым. В случае благоприятных условий, эти силы, вместе с другими силами, включая итальянские, должны наступать севернее границ. ".
Генерал-майор Мерендитис не был женат
Умер в июле 1964 года в Афинах/